# Take No Prisoners (David Byron)
Take No Prisoners è il primo album in studio del cantante inglese David Byron. L'album è stato pubblicato quando Byron era ancora parte degli Uriah Heep, e nel disco suonano diversi membri della band.

## Tracce
1. Man Full Of Yesterdays – 5:36 –  (Byron / Box / Stonebridge)
2. Sweet Rock N' Roll – 2:49 –  (Stonebridge / McGuinness)
3. Steamin' Along – 5:09 –  (Byron / Box / Ball / Thompson / Stonebridge)
4. Silver White Man – 3:29 –  (Byron)
5. Love Song – 2:56 –  (Byron / Box / Kerslake / Stonebridge)
6. Midnight Flyer – 5:55 –  (Stonebridge / McGuinness)
7. Saturday Night – 2:16 –  (Stonebridge)
8. Roller Coaster – 3:58 –  (Byron / Box / Ball / Kerslake / Stonebridge)
9. Stop (Think What You're Doing) – 4:16 –  (Byron / Stonebridge / McGuinness)
10. Hit Me With A White One – 3:53 –  (Byron / Box / Stonebridge)

## Formazione
- David Byron - voce
- Mick Box - chitarra
- Lou Stonebridge - tastiere
- Denny Ball - basso
- Lee Kerslake - batteria

## Altri musicisti
- Ken Hensley - Chitarra Acustica
- John Wetton - Mellotron